# 하타 쓰토무
하타 쓰토무(일본어: 羽田 孜, 1935년 8월 24일 ~ 2017년 8월 28일)는 일본의 정치인으로 중의원 의원, 민주당 최고 고문, 제80대 내각총리대신을 지냈다.

## 인물
도쿄도 출신으로 세이조 대학을 졸업, 1969년 12월 중의원 의원 총선거에 자유민주당 공인으로 입후보로 출마하여 당선되었고, 1985년 12월~1986년 7월에 나카소네 야스히로 내각(제2차 나카소네 내각 제2차 개조내각)에서 농림수산대신을 지냈다. 1991년 미야자와 기이치 내각의 대장대신, 1993년 6월 23일에 자민당을 탈당하여 신생당을 결성함과 동시에 당수로 취임했고, 8월 9일에 출범한 호소카와 모리히로 내각에서 부총리 겸 외무대신을 지냈다.
이듬해인 1994년 4월 28일에 제80대 내각총리대신으로 취임하여 사회당의 연립 정권 이탈에 의해 소수 여당 내각으로 발족했지만, 6월 25일 자민당에 의한 내각 불신임안 제출을 받아내 하타 내각이 64일 만에 총사직을 하여 전후 2번째의 최단명 정권으로 기록되는 불명예를 안게 되었다. 같은 해 12월 10일 신진당 결성에 참가하여 신진당의 부당수로 취임했고, 이후 태양당 당수, 민정당 대표, 민주당 간사장·특별 대표 등을 지냈다.

## 같이 보기
- 하타 내각
- 오자와 이치로